# 프랑수아즈 사강
프랑수아즈 사강(Françoise Sagan, 1935년 6월 21일 ~ 2004년 9월 24일)은 프랑스의 극작가, 소설가, 시나리오 작가이다.
본명은 프랑수아즈 쿠아레(Françoise Quoirez)이다.
남프랑스의 카자르크에서 출생하여 소르본 대학을 중퇴하였다. 18세 때 <슬픔이여 안녕>을 발표하여 작가로서 인정을 받고 같은 해 문학 비평상을 받았다. 남녀간의 심리 전개를 세심한 관찰력을 통해 담담한 문체로써 묘사하였으며, 섬세하고 권태로운 분위기를 조성시켜 좋은 평을 받고 있다. 그 밖의 작품으로 <어떤 미소> <브람스를 좋아하세요> <뜨거운 사랑> 등이 있으며, 희곡으로 <스웨덴의 성> <발라틴의 등색 옷> 등을 발표한 외에 발레느 샹송을 쓰기도 했다. 현대의 젊은 세대를 대표하는 작가의 한 사람이다.
2000년대 마약 복용 혐의로 이슈가 되었을 때, "나는 나를 파괴할 권리가 있다."라는 말을 하여 마약에 대한 사회적 이슈가 되기도 했었다.